# Клемещей
 Клемещей  — деревня в составе Барашевского сельского поселения Теньгушевского района Республики Мордовия.

## География
Находится на расстоянии примерно 22 километра по прямой на юг-юго-восток от районного центра села Теньгушево.

## История
Известна с 1866 года, когда она была учтена как казенная деревня Темниковского уезда из 7 дворов.

## Население
Постоянное население составляло 83 человека (русские 99%) в 2002 году, 48 в 2010 году .